# Brahmagupta
Brahmagupta, ब्रह्मगुप्त, Bhillamala, het huidige Bhinmal 598 – 668, was een Indiase wiskundige en astronoom. Hij wordt gezien als de bedenker van het getal nul.

## Leven
Brahmagupta leefde eerst in Bhillamala in het noordwesten van India in het Harsha-rijk. Daarom wordt hij ook vaak Bhillamalacarya, de leraar uit Bhillamala, genoemd. Later was hij het hoofd van het sterrenkundig observatorium in Ujjain in Malwa. Daar schreef hij een boek over wiskunde en astronomie, de Brahmasphuta-siddhanta in 628, en een praktisch werk  Khandakhadyaka in 665. Van deze twee boeken is de Brahmasphuta-siddhanta, Gecorrigeerd werk van Brahma, ongetwijfeld de bekendste.

## Wiskunde

### Het getal nul
Brahmagupta gebruikte een belangrijk begrip in de wiskunde, namelijk het getal nul. De Brahmasphuta-siddhanta is de oudst bekende tekst die nul als een echt getal beschouwt, dus niet als een plaatsvervangend cijfer dat een ander getal representeert, zoals de Babyloniërs, of als een symbool dat een 'gebrek aan een hoeveelheid' uitdrukt, zoals Ptolemaeus en de Romeinen deden.
In hoofdstuk 18 van de Brahmasphuta Siddhanta beschrijft Brahmagupta rekenkundige bewerkingen op negatieve getallen, als eerste optellen en aftrekken:
18.30. De som van twee positieve getallen is positief, de som van twee negatieve getallen negatief; de som van een positief en een negatief getal is hun verschil; als zij gelijk zijn is de som nul. De som van een negatief getal en nul is negatief, die van een positief getal en nul positief, de som van twee nullen is nul. 

[...] 

18.32. Een negatief getal minus nul is negatief, een positief getal minus nul is positief; nul minus nul is nul; Wanneer men een positief getal aftrekt van een negatief getal of een negatief getal van een positief getal, dan moet het worden opgeteld.
Hij schrijft daarna over vermenigvuldigen:
18.33. Het product van een negatief en een positief getal is een negatief getal, het product van twee negatieve getallen is positief, en het product van twee positieve getallen is positief.
Brahmagupta poneert regels voor het rekenkundige gebruik van het getal 0 en van negatieve getallen. Zijn regels zijn nagenoeg gelijk aan de moderne regels. Het belangrijke verschil zit in het definiëren van delen door nul. In de moderne rekenkunde wordt dit niet gedefinieerd. Brahmagupta deed dit wel en stelde dat nul gedeeld door nul gelijk is aan nul en hij liet zich niet uit over de vraag of a/0 voor a≠0 gedefinieerd is.
18.34. Een positief getal gedeeld door een positief getal of een negatief getal gedeeld door een negatief getal is positief; een nul gedeeld door nul is nul; een positief getal gedeeld door een negatief getal is negatief; een negatief getal gedeeld door een positief getal is negatief.

18.35. Een negatief of een positief getal gedeeld door nul heeft deze nul als deler; nul gedeeld door een negatief of een positief getal heeft dit negatieve en positieve getal als een deler. Het kwadraat van een negatief of positief getal is positief; Het kwadraat van nul is nul. Dat waarvan het kwadraat het kwadraat is is, is de vierkantswortel.

### Vergelijkingen
Ruim vier hoofdstukken van Brahmasphuta-siddhanta zijn volledig gewijd aan wiskunde, terwijl het twaalfde hoofdstuk, Ganita, rekenkundige rijen en meetkunde behandelt. Het achttiende hoofdstuk, de Kuttaka, wordt in verband gebracht met de methode van Aryabhata voor het oplossen van de onbepaalde vergelijking van de vorm ax + by = c. Brahmagupta ontdekte de oplossing voor tweedegraads onbepaalde vergelijkingen (vergelijking in de vorm Nx2 + 1 = y2).

### Toepassing in de sterrenkunde
Brahmagupta was ook de eerste die algebra gebruikte om astronomische vraagstukken op te lossen. Door de Brahmasphuta-siddhanta kreeg de Arabische wereld kennis van de Indiase wiskunde en astronomie. De sterrenkundige Kankah gebruikte de Brahmasphuta-siddhanta om het Hindoeïstische systeem van rekenkundige astronomie uit te leggen aan kalief Al-Mansoer (712-775) van het Abbasidenrijk. Al-Fazari vertaalde vervolgens, op verzoek van de kalief, de Brahmasphuta-siddhanta in het Arabisch onder de titel Sindhind.

### Berekening van oppervlakken
Brahmagupta rekende ook de formule uit om het oppervlak van een koordenvierhoek te berekenen. Hiervan is de formule van Heron van Alexandrië afgeleid. Hij trachtte ook een vierkant te maken met exact dezelfde oppervlakte als een gegeven cirkel. Hierbij ging hij ervan uit dat pi zou convergeren naar de vierkantswortel van 10. 

### Pi
In hoofdstuk 12 vers 40 geeft hij een waarde voor pi.
12.40. De diameter en het kwadraat van de radius [elk] vermenigvuldigd met 3 zijn [respectievelijk] de praktische omtrek en de oppervlakte van een cirkel. De accurate [waardes] zijn de vierkantswortels van de kwadraten [van de omtrek en de oppervlakte] vermenigvuldigd met tien.
Brahmagupta gebruikt dus 3 als een "praktische" waarde voor pi, en √10 (3,16227766) als een "accurate" waarde voor pi.

## Meetkunde

### Formule van Brahmagupta

Vierhoek in een ingeschreven cirkel

Brahmagupta's beroemdste resultaat in de meetkunde is zijn formule voor koordenvierhoeken. Gegeven de lengtes van de zijden van een koordenvierhoek gaf Brahmagupta een benadering en een exacte formule voor de oppervlakte van het figuur,
12,21. De benaderde oppervlakte is het product van de helften van de sommen van de zijden en de tegenoverelkaarliggende zijden van een driehoek en een vierhoek. De nauwkeurige [oppervlakte] is de vierkantswortel van het product van de helften van de sommen van de zijden verminderd met [elke] zijde van de vierhoek.
Dus gegeven de lengten p, q, r en s van een cyclische vierhoek, is de oppervlakte bij benadering gelijk aan {\displaystyle ({\tfrac {p+r}{2}})({\tfrac {q+s}{2}})} terwijl, als {\displaystyle t={\tfrac {p+q+r+s}{2}}}, de exacte oppervlakte gelijk is aan
{\displaystyle {\sqrt {(t-p)(t-q)(t-r)(t-s)}}.}
Hoewel Brahmagupta niet expliciet stelt dat deze vierhoeken cyclisch zijn, blijkt uit zijn regels dat dit het geval is. De formule van Heron is een speciaal geval van deze formule en kan worden afgeleid door een van de zijden gelijk te zetten aan nul.

## Astronomie
De Arabieren leerden de Indiaanse astronomie uit Brahmasphuta-siddhanta. de beroemde Abassijnse kalief Al-Mansoer (712–775) stichtte Baghdad, en maakte deze stad vervolgens tot een centrum van wetenschap. De kalief nodigde in 770 een geleerde uit Ujjain (stad), Kankah geheten, uit om het Hindoe systeem van rekenkundige astronomie uit te leggen. Kankah deed dit aan de hand van de Brahmasphutasiddhanta blijkbaar tot tevredenheid van de kalief, want op diens verzoek vertaalde Mohammed al-Fazari vervolgens Brahmagupta's werk in het Arabisch.
In hoofdstuk zeven van de Brahmasphuta-siddhanta, getiteld Wassende maan, weerlegt Brahmagupta het idee, geuit in diverse religieuze geschriften, dat de maan verder van de aarde staat dan de zon. Hij doet dat door te wijzen op het feit dat de maan verlicht wordt door de zon.
7.1. Als de maan boven de zon zou staan, hoe wordt dan de wassende en de krimpende maan verklaard? De dichtstbijzijnde helft van de maan zou altijd verlicht zijn.

7.2. Op dezelfde manier dat de geziene helft van een pot die in de zon staat helder is, en de ongeziene helft donker, zo geldt dit ook voor [de helderheid] van de maan onder de zon.

7.3. De helderheid neemt toe in de richting van de zon. Aan het eind van de wassende maan is de dichtstbijzijnde helft helder en de verste helft donker. De mate van de opheffing van de 'hoornen' [van de wassende maan] kan worden berekend. [...]
Op basis van zijn conclusie dat de maan dichter bij de aarde staat dan bij de zon, legt Brahmagupta uit dat de mate waarin de maan verlicht wordt, afhangt van de relatieve posities van de zon en de maan en dat de mate kan worden berekend uit de grootte van de hoek tussen de zon en de maan.
Verder heeft Brahmagupta in de astronomie belangrijke bijdragen geleverd aan methoden om de positie van de hemellichamen in de tijd te berekenen (efemeriden), verklaringen voor het wassen en krimpen van hemellichamen en de conjunctie van planeten. Ook ontwikkelde hij een methode om zons en maansverduisteringen te berekenen. Brahmagupta uitte verder kritiek op de visie van de purana's dat de aarde plat of hol was. Hij nam waar dat aarde en hemel bolvormig waren.

## Voetnoten
1. ↑  (en)  Kim Plofker, 2007, citaat hoofdstuk 12
2. ↑   (en)  Kim Plofker, 2007, pag 424, Brahmagupta stelt niet expliciet dat hij figuren iningeschreven cirkels bespreekt, maar dit wordt geïmpliceerd door deze regels voor de berekening van hun omtrek
3. ↑  Brahmagupta, en zijn invloed op de Arabieren. Retrieved 23 December 2007.
4. ↑  Plofker, Kim. The Mathematics of Egypt, Mesopotamia, China, India, and Islam: A Sourcebook, pp. 420.
5. ↑  Plofker, 2007, blz 419-20, "Brahmagupta bespreekt de verlichting van de maan door de zon, waarbij het idee weerlegt dat in oudere geschriften wordt beschreven:  namelijk, dat de maan verder van de aarde staat dan de zon. In feite, zoals hij uitlegt, staat de maan dichterbij omdat de grootte van het verlichte gedeelte van de maan afhangt van de relatieve posities van de maan en de zon; dit kan worden berekend door gebruik te maken van grootte van de hoek α tussen de zon en de maan.
6. ↑  Dick Teresi, Lost Discoveries: The Ancient Roots of Modern Science, Simon and Schuster, 2002, blz. 135, ISBN 0-7432-4379-X

- Biblioteca Nacional de España: XX1211622
- Bibliothèque nationale de France: cb12982384t (data)
- Catàleg d'autoritats de noms i títols de Catalunya: 981058508864306706
- CiNii: DA16111474
- Gemeinsame Normdatei: 120322420
- International Standard Name Identifier: 0000 0000 6299 2448
- Library of Congress Control Number: n87151821
- Nationale bibliotheek van Australië: 35725455
- Nationale Bibliotheek van Israël: 987007274771605171
- Nederlandse Thesaurus van Auteursnamen: 072897678
- Système universitaire de documentation: 11215591X
- Trove: 1059630
- Virtual International Authority File: 39509380

## Websites
- Brahmagupta's theorie
- Brahmagupta's theorie II
- Brahmagupta's formule